# 上杉知義
上杉 知義（うえすぎ ともよし）は、江戸時代中期の高家旗本。

## 略歴
元禄12年（1699年、高家旗本・畠山義寧の三男として誕生し、親族の上杉義陳の養子となった。宝永2年（1705年）3月29日、養父の死去により家督を相続し、寄合に所属した。
宝永7年（1710年）10月22日、表高家に昇格した。寛保元年（1741年）7月20日致仕。
生涯高家職に登用されることはなかった。婿養子の義枝に家督を譲った。
宝暦2年（1752年）11月26日、死去。享年54。